# La Resurrezione

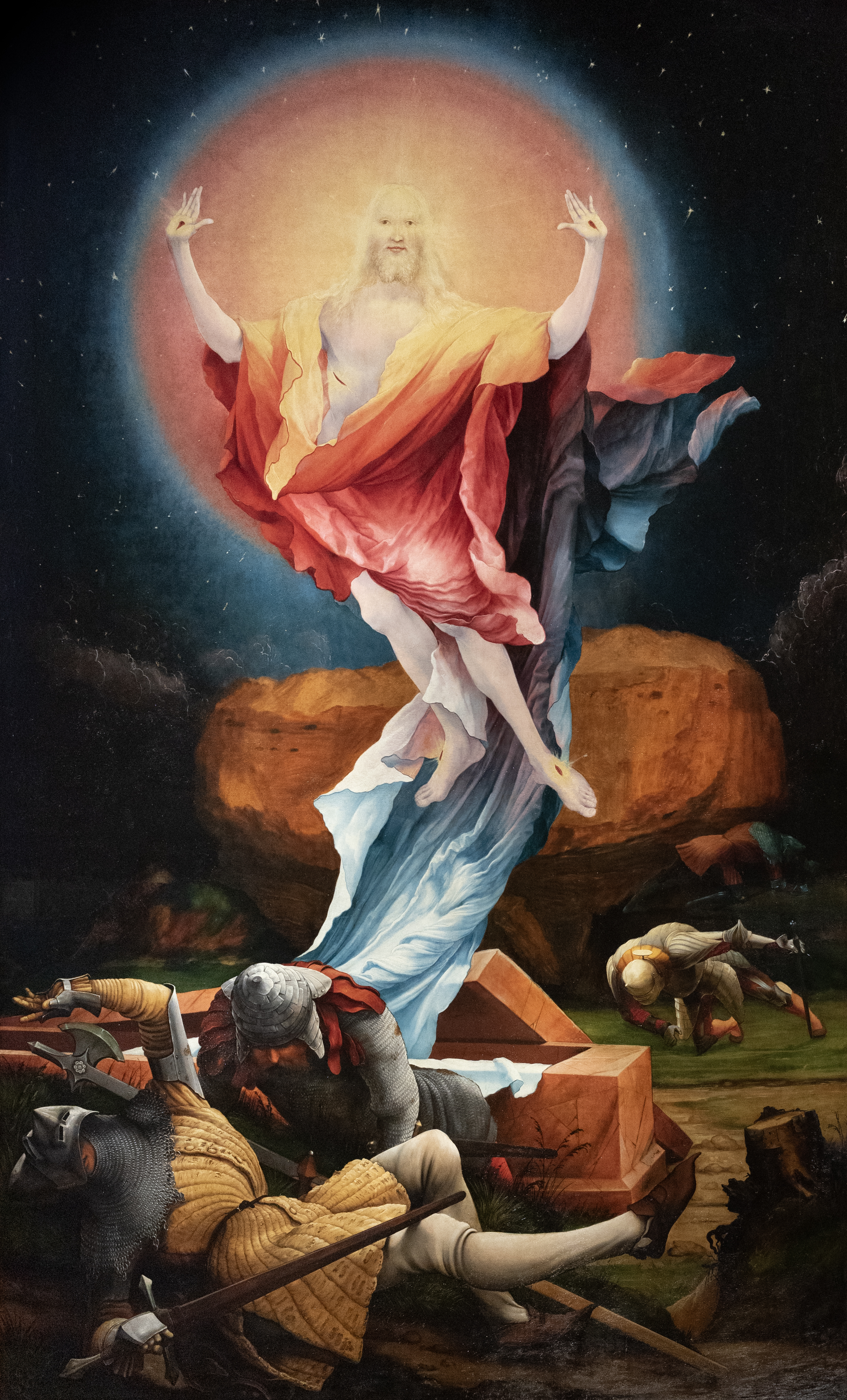

La Resurrezione (HWV 47) est un oratorio de Georg Friedrich Haendel sur un livret de Carlo Sigismondo Capece, poète à la cour de la reine Marie-Casimire de Pologne alors en exil à Rome.

## Création
La Resurrezione (en forme longue Oratorio per La Resurrezione di Nostro Signor Gesù Cristo) est le premier oratorio composé par Georg Friedrich Haendel. Le compositeur est alors en résidence en Italie (1706-1710), et l'oratorio constitue l'alternative musicale la plus aboutie à l'opéra, dont le pape a interdit toute représentation à Rome.
La première interprétation a lieu à Rome au palais Bonelli, le dimanche de Pâques 8 avril 1708, suivie d'une seconde le lundi de Pâques. La fastueuse première de l'oratorio — intervenant quatre jours après celle de l'Oratorio per la Passione di Nostro Signore Gesu Cristo de Scarlatti — doit beaucoup à l'important soutien financier du marquis Francesco Ruspoli qui hébergeait alors Haendel. Un orchestre particulièrement nombreux dirigé par le renommé Arcangelo Corelli a été rassemblé pour l'occasion, avec plus de quarante instrumentistes. Les parties solistes ont été interprétées par Margherita Durastanti (Marie-Madeleine), Vittorio Chiccheri (saint Jean), Christofano (Lucifer), et les castrats Pasqualino (Marie Cléophas) et Matteo (ange).

## Description
L'œuvre a trait aux événements qui se situent du Vendredi saint au dimanche de Pâques ; à la façon d'un opéra, mais sans représentation scénique, elle comprend des récitatifs qui font progresser l'action et des arie da capo permettant l'expression des sentiments et des réflexions suscitées par les mystères de la Passion et de la Résurrection du Christ.
Les personnages en sont Lucifer (basse), Marie-Madeleine (soprano), un ange (soprano), Saint Jean l'Apôtre (ténor) et Marie, femme de Cléophas (alto).